# Schlafendes Haus

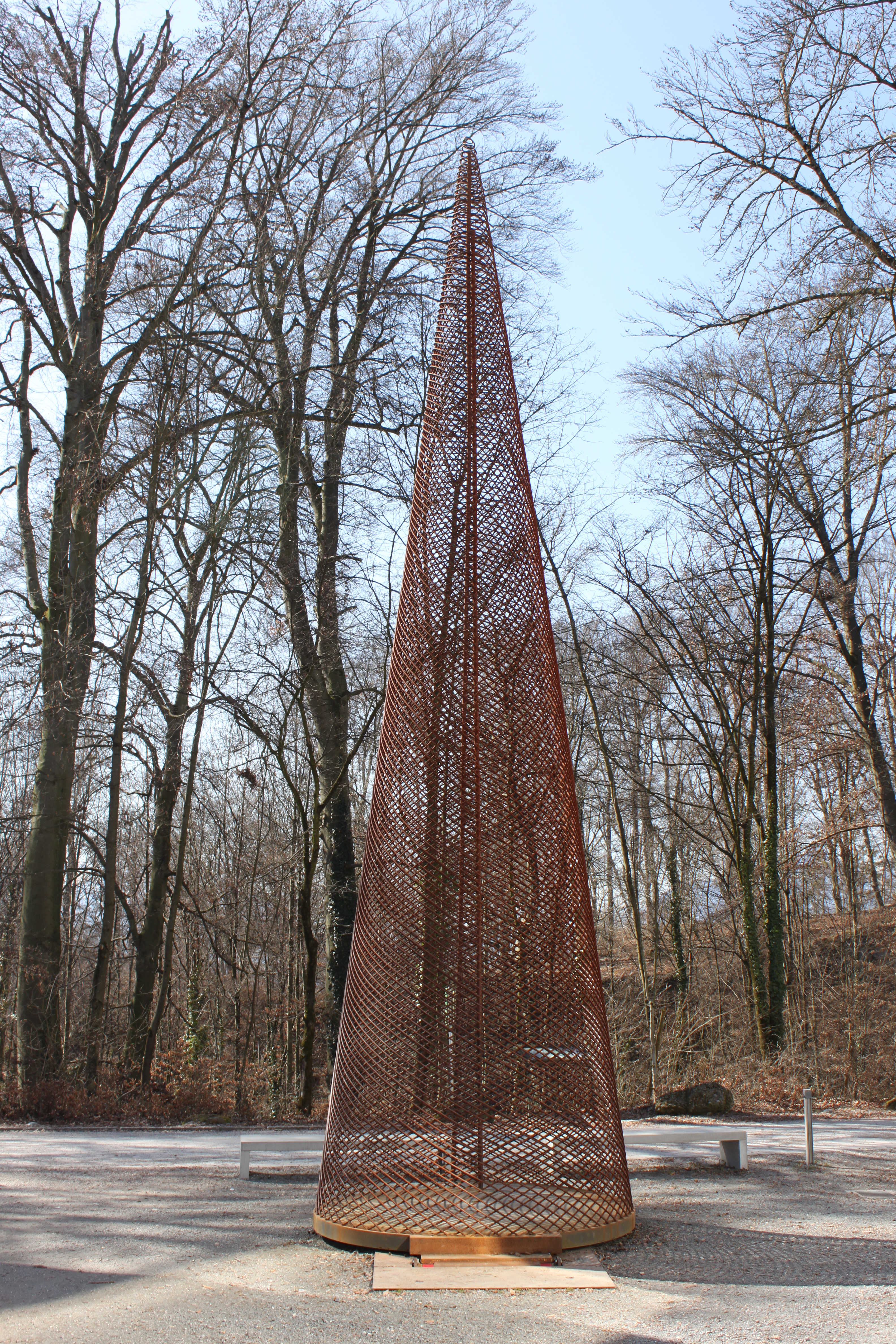
Schlafendes Haus von Not Vital im aufgerichteten Zustand

Schlafendes Haus ist eine vom Schweizer Künstler Not Vital 2009 geschaffene Skulptur aus Stahldraht. Sie steht als Kunstwerk im öffentlichen Raum in Salzburg beim Museum der Moderne auf dem Mönchsberg.

## Geschichte
Die Skulptur wurde von Not Vital entworfen, anlässlich einer Ausstellung der Kunsthalle Wien angefertigt und war vom Oktober 2009 bis April 2010 auf dem Wiener Karlsplatz zur Schau gestellt. Danach kam sie nach Salzburg auf den Mönchsberg und wurde zuerst als Dauerleihgabe der Galerie Thaddaeus Ropac neben dem Museum der Moderne aufgestellt. Im Rahmen einer Ausstellung von Vitals Werken 2020/2021 überließ die Galerie Ropac bzw. der als bisheriger Besitzer genannte Thaddaeus Ropac dem Museum die Skulptur zum Geschenk.
Hergestellt wurde die Skulptur vom Unternehmen Metallbau Brunner in Pfunds in Tirol.

## Gestaltung und künstlerischer Ausdruck

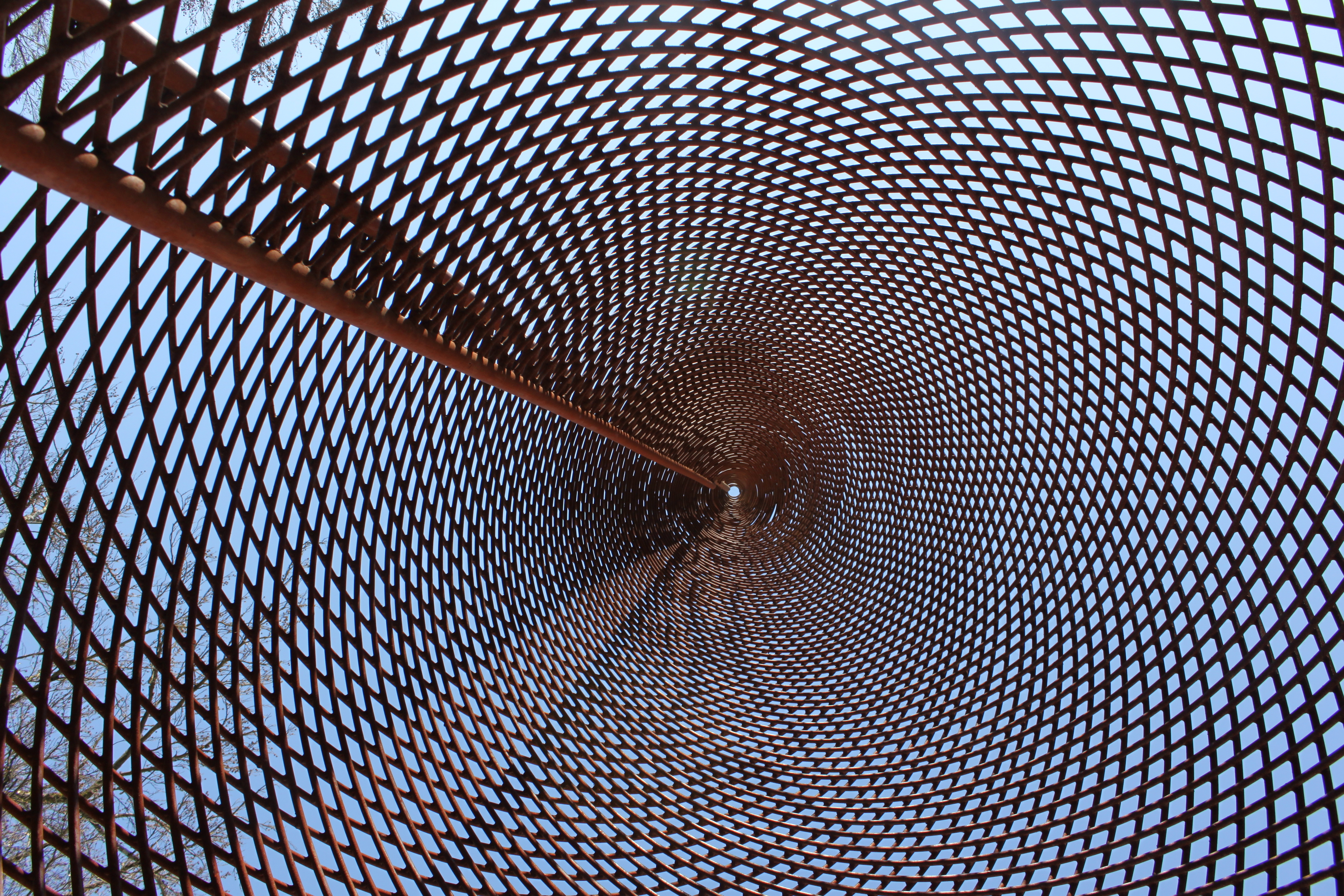
Innenansicht des Schlafenden Hauses

Das Schlafende Haus ist eine zehn Meter hohe Skulptur aus Stahldrahtgeflecht in Form eines Kegels. Die Konstruktion ist insofern beweglich, als dass sie gekippt und gelegt und wieder aufgerichtet werden kann. Die Lageveränderung wird mittels eines unter der Skulptur befindlichen Motors bewerkstelligt. Im aufgestellten Zustand kann der Innenraum betreten werden.
Die Skulptur ist ein „Hybrid aus Architektur und Skulptur“, in dem Vital „formale Klarheit mit inhaltlicher Mehrdeutigkeit spannungsreich miteinander verbindet“. Für derartige Konstruktionen hat der Künstler den Begriff Scarch geschaffen, eine Wortkreuzung aus sculpture und architecture. Mit dem Begehen der Skulptur wird der Betrachter, auch durch den Umstand, dass man durch das Objekt von innen und von außen hindurchsehen kann, zu einem Teil des Kunstwerks.
Mit dem Hinlegen und Aufrichten der Skulptur wird ein Aspekt des täglichen Kreislaufs in der Natur, das abendliche Schlafengehen und morgendliche Aufstehen, versinnbildlicht. Es ist damit eine Facette des Kernthemas in den Arbeiten von Not Vital: der natürliche Kreislauf vom Zeugen bis zum Tod, von Werden und Vergehen. Das Werk zeugt zudem von der Faszination des Künstlers am Changieren zwischen Realität und Surrealität.
Das Aufrichten und Niederlegen des Objekts dauert jeweils etwa eine Dreiviertelstunde. So wird diese Tätigkeit bewusst verlangsamt und zu einem Prozess gemacht.

## Image
Das Schlafende Haus wird – zumal sich die Skulptur schon seit 2010 dort befindet – als Wahrzeichen des Museums der Moderne propagiert. Die „Wachphasen“ der Skulptur richten sich daher auch nach den Öffnungszeiten des Museums. Der Motor zum Bewegen des Objekts wird von einem Mitarbeiter des Museums betätigt.